# Keratinocita

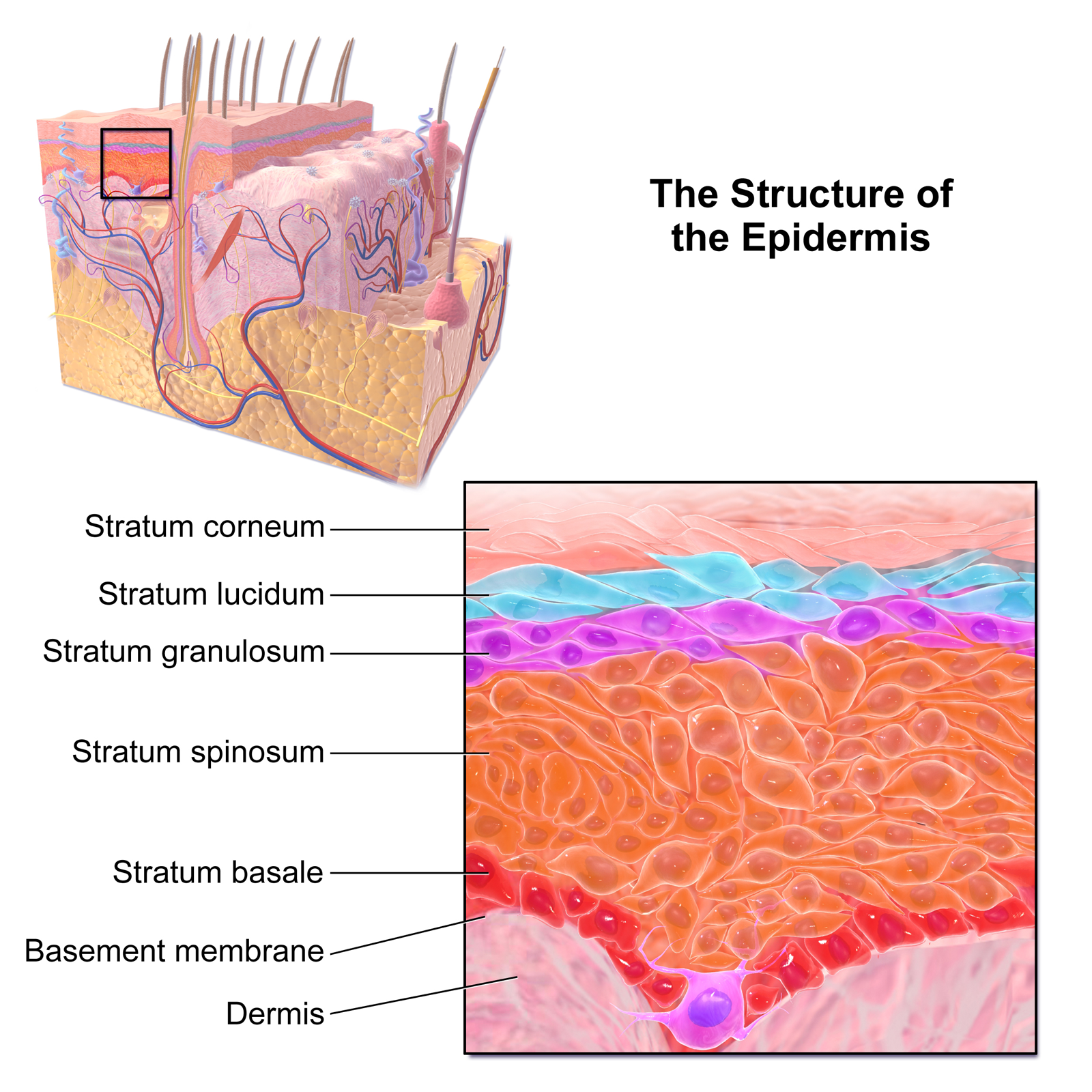
Az epidermisz szerkezete

A keratinociták a bőr legkülső rétegének, az epidermisznek a domináns sejttípusa, az ott található sejtek 90-95%-a tartozik közéjük. A keratinociták az epidermisz legmélyebb rétegét (stratum basale) alkotó, folyamatosan osztódó őssejtektől származnak és differenciálódásuk során keratintartalmú, élettelen szaruréteget (stratum corneum) hoznak létre a bőr felszínén, amely megvédi a mélyebben fekvő szöveteket a környezet viszontagságaitól.  

## Tulajdonságai
Legfontosabb jellegzetességük, hogy keratint tartalmaznak, az érett keratinociták tömegének 85%-át ez a fehérje teszi ki. Ezenkívül részt vesznek az epidermisz vízzáró barrierrétegének kialakításában. 

### Védőréteg
A stratum basale keratinocita-őssejtjei már tartalmaznak kis keratinszálakat és nagyszámú riboszómájuk többségén is keratinszintézis folyik. Az újonnan elkészült molekulák aggregálódnak a meglevő szálakhoz, amelyek fokozatosan ún. tonofilamentumokká vastagodnak. Ezek a kötegek az epidermisz következő rétegében, a stratum spinosumban úgy megvastagodnak, hogy már fénymikroszkóppal is láthatóak. A stratum spinosum felső szintjén a riboszómák megkezdik a keratohialin szemcsék alkotóinak szintézisét; ezek a szemcsék a következő epidermiszréteg, a stratum granulosum ("szemcsés réteg") jellegzetességét adják. A keratohialin granulumok filaggrin és trichohialin fehérjéket tartalmaznak, amelyek a citoplazmába ürülve megindítják a keratinfilamentumok végső aggregációját és a sejt elszarusodását (keratinizációját). Az elszarusodás folyamata mintegy 2-6 óra alatt játszódik le, és a végén a sejt belép az epidermisz külső rétegébe, a stratum corneumba ("szaruréteg"). Az így létrejövő anyag ún. lágy keratin, szemben a haj és a köröm kemény keratinjával. Az elszarusodás alatt a sejtmag és az egyéb sejtorganellumok szétesnek, a sejt apoptózison esik át, elhal. Az egymáshoz tapadó halott keratinociták alkotják a bőr külső védőrétegét, amelynek külső felületéről folyamatosan kopnak a sejtek (desquamatio), így a stratum granulosumból érkező utánpótlás miatt a szaruréteg vastagsága állandó.

### Vízzáró barrier
A stratum spinosum keratinocitáiban a keratohialin szemcsék mellett megkezdődik a membránnal körbevett lamelláris testek előállítása a Golgi-apparátusban. A réteges felépítésű lamelláris testek különböző lipideket (glikoszfingolipideket, foszfolipideket, ceramidokat) tartalmaznak és a stratum granulosumban, illetve stratum corneum alsó szakaszaiban a sejtek exocitózissal kivetik a sejtközti résbe, ahol a sejtmembránra tapadva víztaszító burkot alkotnak. Ez a burok mintegy 5 nm vastag és a sejtfelszínhez észterkötésekkel is kapcsolódik. Legfontosabb alkotóeleme egy acilglukozilceramid monomolekuláris réteg, amely a sejtfelszínen egy "teflonszerű" borítást alkot. 
A lipidburkot egy sejten belüli, a sejtmembrán belső falára lerakódó, 15 nm vastag, oldhatatlan fehérjeréteg egészíti ki, amely mechanikus szilárdságot is biztosít a szaruréteg sejtjeinek. Ebben prolinban gazdag, keresztkötő proteinek mellett struktúrfehérjék (cisztatin, dezmoszomális fehérjék, elafin, envoplakin, filaggrin, keratinszálak), de főleg, mintegy 80%-ban lorikrin található. A szervezet valamennyi proteinje közül a lorikrinben a legmagasabb a glicin aminosav aránya.        
A keratinociták képesek arra, hogy az epidermisz melanocitáitól melanint tartalmazó melanoszómákat vegyenek fel. Az ultraibolya fényt elnyelő festékanyagot ezután a sejtmag körül tárolja, hogy megvédje kromoszómáit a káros sugárzástól.

## Differenciálódás

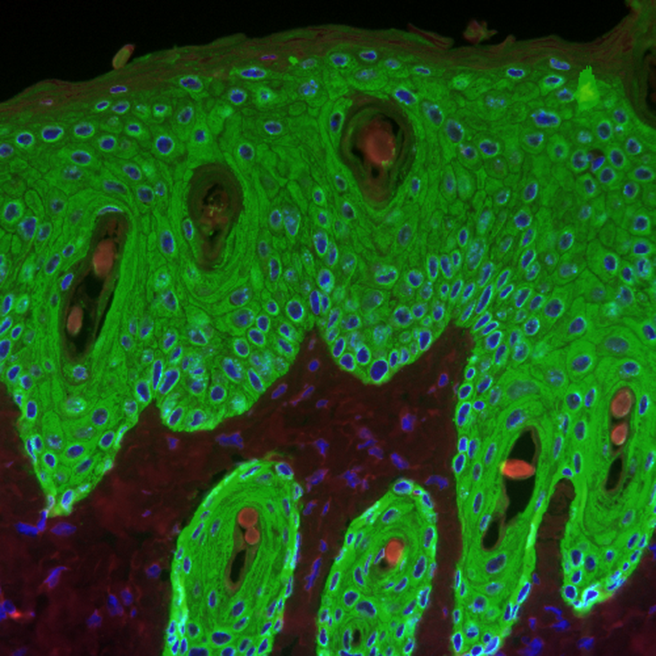
Egér bőrének keratinocitái (zöld) tumor promoter hatása után

A keratinociták érését, differenciálódását több faktor befolyásolhatja:
- a kalciumionok grádiense. Koncentrációjuk a stratum basalében a legalacsonyabb és fokozatosan nő a stratum granulosumig. A külső szarurétegben is magas a kalcium mennyisége, de részben már a vízveszteség miatt.[2] A sejten belüli kalcium részben a külső, sejtközti térből, részben a saját tartalékokból származik.[3]
- a D3-vitamin (kolekalciferol) a kalciumkoncentráció szabályozása és a folyamatban részt vevő gének bekapcsolásával szabályozza a sejtdifferenciálódás folyamatát.[4] A keratinociták az egyetlen sejtek a szervezetben amelyek egyaránt termelik és lebontják a D-vitamint, valamint a vitamin receptorát is kifejezik.[5]
- katepszin E proteáz enzim.[6]
- TALE transzkripciós faktor.[7]
- hidrokortizon.[8]

A keratinociták osztódását elősegítő faktorok a differenciálódást gátolják. Közéjük tartoznak:
- p63 transzkripciós faktor.[9]
- A-vitamin és analógjai.[10]
- epidermális növekedési faktor.[11]
- transzformáló növekedési faktor alfa (TGF-alfa).[12]
- koleratoxin[8]

## Fordítás
- Ez a szócikk részben vagy egészben  a   Keratinocyte című angol Wikipédia-szócikk ezen változatának fordításán alapul.  Az eredeti cikk szerkesztőit annak laptörténete sorolja fel. Ez a jelzés csupán a megfogalmazás eredetét és a szerzői jogokat jelzi, nem szolgál a cikkben szereplő információk forrásmegjelöléseként.